# هوگلند (ایندیانا)
هوگلند (به انگلیسی: Hoagland) یک منطقهٔ مسکونی در ایالات متحده آمریکا است که در شهرستان آلن، ایندیانا واقع شده‌است. هوگلند ۸٫۸ کیلومتر مربع مساحت و ۸۲۱ نفر جمعیت دارد و ۲۵۰٫۸۵ متر بالاتر از سطح دریا واقع شده‌است.